# 福室莉音
福室 莉音（ふくむろ りおん、2000年〈平成12年〉10月24日 - ）は、日本の女優。静岡県三島市出身。テイクオフ所属。明治学院大学法学部卒業。

## 略歴
2017年16歳の時に「LINEオーディション2017」に応募してボーカリスト部門で優勝。
その後高校在学中の2018年に、テレビ東京『THEカラオケ★バトルSP U-18歌うま甲子園 春の選抜新人戦2018』に出演、テレビ朝日系『音楽チャンプ』で優勝。この優勝がきっかけとなり、事務所所属が決まる。
2021年 配信のYouTube連続ドラマ『THE BAD LOSERS』でヒロインのマリナ役をオーディションで獲得し、女優デビュー。
同年7月、TBS 『TOKYO MER〜走る緊急救命室〜』でテレビドラマ初出演。

## 人物
趣味は映画鑑賞、歌を歌うことで、特技は日本舞踊。目標は小学生の頃から志してきた「歌える女優」。出身校の静岡県立三島南高等学校では生徒会長を務めていた。
中学から独学でギターを始めたが、これは映画『カノジョは嘘を愛しすぎてる』で大原櫻子の演じたシンガーソングライターに憧れたから。いつかこういう役をやりたいという憧れは映画『1秒先の彼』で路上ミュージシャン・桜子役を演じて叶えている。

## 出演

### 映画
- 1秒先の彼（2023年7月7日、ビターズ・エンド） - 桜子 役[6]
- 春画先生（2023年10月13日、ハピネットファントム・スタジオ） - 生田仁美 役[7]
- 青春ゲシュタルト崩壊（2025年6月13日、ナカチカピクチャーズ） - 若菜 役[8][9]

### 短編映画
- ワンピースを着ていなくても（2022年12月23日 - 25日 シアターギルド代官山公開、中山佳香監督） - もも 役[10][2]

### テレビドラマ
- TOKYO MER〜走る緊急救命室〜 第4話（2021年7月25日、TBS） - 平野汐里 役[2]
- ホテルマン東堂克生の事件ファイル〜八ヶ岳リゾート殺人事件〜（2022年1月22日、BS-TBS） - 佐々木早紀 役[11][2]
- 警視庁アウトサイダー 第2話（2023年1月12日、テレビ朝日） - 亜希 役[12]
- リエゾン -こどものこころ診療所-』第4話（2023年2月10日、テレビ朝日） - 美穂 役[2]
- 全ラ飯 第3話 -（2023年4月28日 - 6月29日、関西テレビ） - 前川里穂 役[13]
- around1/4 アラウンド・クォーター（2023年7月9日 - 9月24日、朝日放送テレビ） - 美和 役[14][15]
- SHUT UP 第7話・最終話（2024年1月22日・29日、テレビ東京） - 森川 役[16][2]
- 不適切にもほどがある!（2024年1月26日 - 3月29日、TBS） - 長谷友美 役[17]
- 連続テレビ小説 虎に翼（2024年4月1日 - 、NHK） - 小泉由紀子 役[2]
- サバエとヤッたら終わる（2024年8月12日 - 9月30日、TOKYO MX） - 勝木凛 役[2]
- 嗤う淑女 第4話（2024年8月17日、東海テレビ・フジテレビ系） - 岡崎万梨阿 役[18]
- 素晴らしき哉、先生!（2024年8月18日 - 10月6日、朝日放送テレビ・テレビ朝日） - 鰐淵ハル 役[19]
- 失踪人捜索班 消えた真実 第4話（2025年5月2日、テレビ東京） - 石田麻帆 役[20]

### Web配信
- 連続ドラマ「THE BAD LOSERS」全6話 - ヒロイン マリナ 役[2]
- 体験型オンラインホラーイベント「心霊配信の夜」」 - イーナ 役（2022年2月12日 - ）[2]
- おっちゃんキッチン 第2話「キャバクラ嬢の愚痴」（2024年9月13日 - 、TVer） - キャバクラ嬢・結花 役[21]

### 舞台
- 一騎討ち Project「忘華 〜ボケ〜」（2022年9月 - 10月、草月ホール / ABCホール）[22]
- ぼくはずっと前からあたらしい（2022年12月23日 - 25日、R'sアートコート）[23]
- 宮下貴浩×私オム プロデュース「わかば自動車教習所で恋を学ぶ」（2023年3月29日 - 4月5日、シアターサンモール）[24]
- 劇団皇帝ケチャップ「虚しさだけがいつも傍にある」（2023年4月19日 - 23日、浅草九劇） [25][26]
- 神津恭介シリーズより『呪縛の家』（2023年8月26日 - 9月3日、サンシャイン劇場 / 9月16日・17日、キャナルシティ劇場 / 9月21日 - 24日、サンケイホールブリーゼ） - お光 役[27][28]
- Theatre Polyphonic 第7回公演 ミュージカル『翼の創世記』Genesis of Wings（2024年11月29日 - 12月25日、ブルースクエア四谷）[29]
- 宮下貴浩×私オム プロデュース『月農』（2024年10月9日 - 19日、シアターサンモール）[30]
- あの夏、君と出会えて〜幻の甲子園で見た景色〜（2025年8月23日 - 31日〈予定〉、サンシャイン劇場 / 9月6日 - 14日〈予定〉、大阪松竹座 / 9月20日〈予定〉、金沢市文化ホール / 9月23日〈予定〉、広島国際会議場フェニックスホール / 9月26日 - 28日〈予定〉、御園座）[31]

### テレビ番組
- テレビ東京「THEカラオケ★バトル U18歌うま甲子園」2018年[2]
- テレビ朝日「音楽チャンプ」優勝 2018年[5][1]

### CM
- 有澤建設ブランディング「3Kの本当の意味って知ってる？」（2021年12月15日 - 2022年2月14日）[2]

### MV
- れん「雪庇」（2024年3月27日 - ）[32]